# Tour de Flandes 1966
El Tour de Flandes 1966, la 50.ª edición de esta clásica ciclista belga. Se disputó el 9 de abril de 1966.
El ganador fue el belga Edward Sels, que se impuso al esprint en un grupo de 15 corredores que llegaron juntos a meta. El italiano Adriano Durante y el belga Georges Vandenberghe acabaron segundo y tercera respectivamente. 

## Clasificación General
| Posición | Ciclista             | Equipo       | Tiempo     |
| -------- | -------------------- | ------------ | ---------- |
| 1        | Edward Sels          | Solo-Superia | 5h 53' 00" |
| 2        | Adriano Durante      | Salvarani    | m. t.      |
| 3        | Georges Vandenberghe | Romeo-Smiths | m. t.      |
| 4        | Guido Reybrouck      | Romeo-Smiths | m. t.      |
| 5        | Willy Planckaert     | Romeo-Smiths | m. t.      |
| 6        | Gianni Motta         | Molteni      | m. t.      |
| 7        | Willy Bocklant       | Mann-Grundig | m. t.      |
| 8        | Jan Nolmans          | Mann-Grundig | m. t.      |
| 9        | Vittorio Adorni      | Salvarani    | m. t.      |
| 10       | Felice Gimondi       | Salvarani    | m. t.      |